# Nathaniel P. Langford
Pour les articles homonymes, voir Langford.
Nathaniel Pitt Langford, né le 9 août 1832 à Westmoreland et mort le 18 octobre 1911 à Saint-Paul (Minnesota), est un explorateur et homme d'affaires américain. Il est le premier superintendant du parc national de Yellowstone,. 

## Biographie
Il commande en 1862 une expédition dans le nord des États-Unis puis devient receveur des impôts (1864-1869). 
En 1870, il participe à l'expédition Washburn-Langford-Doane qui a contribué au classement de la région. Il devient le premier superintendant du parc national de Yellowstone (1870-1877) puis est remplacé en 1877 par Philetus Norris.
Le mont Langford,  sommet de la chaîne Absaroka dans le parc national de Yellowstone, est nommé d'après lui.

## Publication
- 1905 : Journal de l'expédition Washburn et Firehde